# Labeobarbus mungoensis
Labeobarbus mungoensis är en fiskart som först beskrevs av Trewavas, 1974.  Labeobarbus mungoensis ingår i släktet Labeobarbus och familjen karpfiskar. IUCN kategoriserar arten globalt som starkt hotad. Inga underarter finns listade i Catalogue of Life.